# Ханзу
Ханзу е персонаж от японската манга Наруто.
Ханзу е бившия лидер на „Амегакуре“, чиито умения са известни сред всички нинджи. В битки той язди огромен саламандър, заради което е получил прякора „Саламандъра Ханзу“. Той е лесно забележим, заради необикновените дихателни апарати, покриващи лицето му, завършващи със знака на „Скритото село на дъжда“, и черните му очи (доста приличащи на тези на Какузу). Поради някаква причина той води битка с Джирая, Тсунаде и Оро. Когато те доказват че са способни да избегнат атаките му, той ги възнаграждава оставяйки ги живи и им дава титлата „Легендарните Санини“ за да се знае че те са един от най-силните в Коноха. Въпреки неговата необятна сила, Ханзу е много предпазлив когато става въпрос за неговата собствена сигурност. Да го видиш е голям подвиг. След време, Ханзу, както и приятелите, семейството и помощниците му са убити от Пейн, донасяйки край на гражданската война в селото.